# متحف حانة فرانسيز
حانة فرانسيز (Fraunces Tavern) هي متحف ومطعم يقع في مدينة نيويورك، تحديدًا في 54 شارع بيرل عند تقاطعه مع شارع برود في الحي المالي بمنهاتن السفلى. لعب هذا الموقع دورًا بارزًا في التاريخ قبل وأثناء وبعد الثورة الأمريكية.
```
وفي مراحل مختلفة من تاريخه، خدم كمقر 
لـجورج واشنطن
 ، ومكان لإجراء مفاوضات السلام مع البريطانيين، وكذلك كمقر لبعض المكاتب الفيدرالية في فترة الجمهورية الأمريكية المبكرة.
```

منذ عام 1904، يمتلك المتحف جمعية "أبناء الثورة"، والتي قامت بإعادة ترميم واسعة النطاق قائمة على التخمين التاريخي، وتزعم أن هذا المبنى هو أقدم مبنى لا يزال قائمًا في مانهاتن.
يقدّم المتحف الموجو تفسيرًا لتاريخ المبنى، إلى جانب معارض فنية ومجموعة من القطع الأثرية المتنوعة. كما أنها مدرجة في السجل الوطني للأماكن التاريخية وتُعتبر معلمًا بارزًا محميًا في مدينة نيويورك. بالإضافة إلى ذلك، فإن البلوك الذي تقع فيه الحانة مصنَّف أيضًا كـحي تاريخي وطني ومنطقة معمارية محمية من قِبل المدينة.